# バーサンジャブ
バーサンジャブ（巴森扎布、モンゴル語: ᠪᠠᠲᠤᠳᠣᠷᠵᠢ ᠶᠢᠨ
ᠪᠠᠰᠠᠩᠵᠠᠪ Batdorjyn Baasanjav、1954年 - ）は、中国出身のモンゴル族の俳優。身長178cm。チンギス・ハーンの次男チャガタイの子孫。
中国国内では 巴森（バー・セン）の名前で活動している。
日本では、NHKで放送された大河ドラマ『北条時宗』のクビライ役で知られている。

## 来歴
1954年、新疆ウイグル自治区ボルタラ・モンゴル自治州の牧農家に生まれる。父は、地元では有名な民族歌手であった。
1974年、内モンゴル芸術学院を卒業した後、中国人民解放軍工程兵政治部文工団専任のダンサーとなる。文工団が解散した後、内モンゴル映画制作厰の裏方として働く傍ら、端役をもらうようになる。
1993年、映画『東帰英雄伝』の中でモンゴルの英雄・阿拉坦桑（アラタンサン）役を演じ、第5回中国映画演技学会賞を獲得した。
2000年、監督の思いつきで扮装した若きチンギス・ハーンの姿が様になっていたことがきっかけで、テレビドラマ『チンギス・ハーン』のタイトル・ロールを射止める。
これ以降、中国国内はもとより、フランスにチンギス・ハーンを紹介する短編映画に同役で出演するなど、「チンギス・ハーン役者」として知られるようになり、他にもモンゴル民族の英雄役が多い。
チンギス・ハーンの血を引くバーサンジャブは、インタビューで「今まで10人以上の役者がチンギス・ハーンを演じてきたが、皆ふぬけている。私は、人間としての血の通った、肉のあるチンギス・ハーンを演じたい」と語り、自らが演じる上での理想とするチンギス・ハーン像については「敵が一目私の目を見ただけで、負けを認めひれ伏すような。友が私の目を一目見て、信じるに足る男だと思ってくれるような」と答えている。
2001年、『北条時宗』で日本のテレビドラマにフビライ・ハーン役として初出演した当時、日本のマスコミはバーサンジャブを「モンゴル族の高倉健」と紹介した。
2012年4月23日、モンゴル国のツァヒアギーン・エルベグドルジ大統領から中蒙合作映画への出演により中国との友好関係と文化交流に貢献したとして外国人に贈られる最高位の勲章「北極星勲章」が授与された。

## 主な出演作
邦題、原題、役名の順。
映画
- 東帰英雄伝（1993年、日本未公開）：阿拉坦桑役
- 蒼き狼 チンギス・ハーン（英語版） （一代天骄成吉思汗 Genghis Khan、1998年）：タリフタイ 役
- モンゴル （2007年）：イェスゲイ 役
- レッドクリフ Part I （赤壁、2008年） ：関羽 役
- レッドクリフ Part II -未来への最終決戦- （赤壁 決戦天下、2009年）：関羽 役
- 神なるオオカミ（狼图腾 Wolf Totem、2015年）

テレビドラマ
- チンギス・ハーン （原題：成吉思汗、2000年）：チンギス・ハーン 役
- 北条時宗 （2001年）：クビライ 役
- 射鵰英雄伝 （2003年）：テムジン 役
- 宮廷女官 若曦（2011年）：蒙古王 役
- フビライ・ハン（2013年）：オゴデイ 役
- 大明皇妃 -Empress of the Ming-（2019年）：エセン・ハン 役